# L'Affaire de la rue de Lourcine (film, 1932)
Pour les articles homonymes, voir L'Affaire de la rue de Lourcine (homonymie).
Pour plus de détails, voir Fiche technique et Distribution.
L'Affaire de la rue de Lourcine est un moyen métrage français réalisé par Marcel Dumont  en 1932.

## Fiche technique
- Réalisateur : Marcel Dumont
- Scénario d'après la pièce d'Eugène Labiche et Édouard Martin
- Photographie : Albert Duverger
- Musique : E. Gavel
- Production : Robert L. Levy
- Société de production : Compagnie Parisienne Cinématographique
- Pays :  France
- Format : Noir et blanc - Son mono - 1,37:1
- Genre : moyen métrage comique
- Durée : 45 minutes
- Date de sortie : 
  - France - 28 avril 1932

## Distribution
- Serjius
- Tréki[1]
- Jeanne Bayle
- Juliette Zahn
- Victor Vina